# 塔河镇 (塔河县)
塔河镇是中华人民共和国黑龙江省大兴安岭地区塔河县下辖的一个镇。

## 行政区划
塔河镇下辖以下村级行政区划单位：
繁荣社区、塔林社区、塔南社区和新建社区。